# Basicerotini
Basicerotini es una tribu de hormigas de la subfamilia Myrmicinae.

## Géneros
Basiceros

Creightonidris

Eurhopalothrix

Octostruma

Protalaridris

Rhopalothrix

Talaridris